# Charvaka
Charvaka (în sanscrită चार्वाक), cunoscută și sub numele de Lokāyata, este o școală indiană antică materialistă. Charvaka are ca surse propriu-zise de cunoaștere percepția directă, empirismul și deducția condițională, acceptă scepticismul filosofic și respinge ritualismul și supernaturalul. Ca fondator al Charvakăi sau filosofiei Lokāyata este de obicei menționat Brihaspati. În timpul reformării hinduiste din 600 î.Hr., când budismul și jainismul creșteau, filosofia era bine documentată și respinsă de noile religii. Mare parte din literatura principală a Charvakăi, sutrele Barhaspatya, au fost pierdute din cauza popularității în scădere sau alte motive necunoscute. Învățămintele sale au fost sustrase din literatura derivată cum ar fi cele găsite în shastre, sutre și în poezia epică indiană dar și în dialogurile lui Buddha și în literatura jainistă.
Unul dintre principiile studiate larg ale filosofiei Charvaka a fost respingerea deducției ca metodă de stabilire a unei cunoștințe valide, universale, dar și a adevărurilor metafizice. Altfel spus, epistemologia Charvakăi afirmă că de fiecare dată când cineva deduce un adevăr dintr-o serie de observări sau adevăruri, trebuie să fie bănuitor în a-l recunoaște ca adevăr valabil; cunoștințele deduse sunt condiționale.
Charvaka este categorisită ca și o școală heterodoxă de filosofie indiană. Este considerată un exemplu de școala ateistă din tradiția hinduistă.

## Etimologie și sens
Etimologia cuvântului Charvaka (sanscrită: चार्वाक) este incertă. Bhattacharya citează gramaticianul Hemacandra, în sensul că cārvāka este derivat din cuvântul de bază carv, „a mesteca”. „Un student Cārvāka își mestecă sinele (carvatyātmānaṃ cārvākaḥ). Hemacandra se referă la propria lucrare gramaticală, Uṇādisūtra 37, care conține următoarele: mavāka-śyāmāka-vārtāka-jyontāka-gūvāka-bhadrākādayaḥ. Fiecare din aceste cuvinte se termină cu sufixul āka și are formă neregulată.” Asta mai poate face aluzie și la învățăturile hedonistice ale acestei filosofii, „mănâncă, bea și fii vesel”.
Alții cred că înseamnă „discurs plăcut”, sau, peiorativ spus, „vorbe de aur”, din sancrită cāru însemnând agreabil și vāc, discurs (care devine vāk în nominativ singular și în compunere). Altă ipoteză spune că este un eponim, fondatorul școlii fiind chiar Charvaka, un discipol de-al lui Brihaspati.

### Lokayata
Conform Chattopadhyaya 1992, p. 1. , numele tradițional al Charvakăi este Lokayata. S-a numit Lokayata pentru că era predominant (ayatah) printre oameni (lokesu) și reprezintă viziunea asupra lumii a oamenilor. Sensul din dicționar al Lokāyata (लोकायत) semnifică „îndreptat înspre/vizând lumea, lumesc”.
În literatura de la începutul și până la mijlocul secolului XX, etimologia cuvântului Lokayata a avut diferite interpretări, în mare parte deoarece sursele inițiale erau indisponibile iar sensul a fost dedus din surse divergente. Numele Lokāyata, de exemplu, se găsește în Artashastra de Chanakya, care se referă la cele trei ānvīkṣikīs (अन्वीक्षिकी, tradus prin examinarea dupa rațiune, filosofii logice) - Yoga, Samkhza și Lokāyata. Totuși, Lokāyata din Artashastra nu este anti-vedică, dar sugerează că Lokāyata ar fi parte din cultura vedică. Lokāyata aceasta se referă la logica sau știința dezbaterii (disputatio, „critică”). Rudolf Franke a tradus Lokayata în germană drept „logisch beweisende Naturerklärung”, care înseamnă „explicație a naturii demonstrată în mod logic”.
În secolul VIII d.Hr. în literatura jainistă, Saddarsanasamuccaya de Haribhadra, Lokayata este considerată o școală hindusă în care nu există „nici Dumnezeu, nici samsara (reîncarnare), nici karma, nici datorie, nici roade meritate, nici păcat”.
Lucrarea budistă sanscrită Divyavadana (cca 200-350 d.Hr.) menționează Lokayata, unde este trecută drept subiecte de studiu și cu sensul de „știință logico-tehnică”. Shantarakshita și Adi Shankara folosesc cuvântul cu semnificația de materialism, ultimul folosind termenul Lokāyata, nu Charvaka.
În comentariile lui Silāṅka despre Sūtra-kṛtāṅgna, cea mai veche literatură jainistă Āgama Prakrt, a folosit patru termeni pentru Cārvāka viz. (1) Bṛhaspatya (2) Lokāyata (3) Bhūtavādin (4) Vāmamārgin.

### Origine
Dogmele doctrinei ateiste Charvaka pot fi regăsite în capitolele compuse relativ mai târziu din Rigveda, în timp ce multe dintre discuțiile din Charvaka se regăsesc în literatura post-vedică. Scrierile de bază ale Charvakăi, cum ar fi Brhaspati Sutra, lipsesc sau au fost pierdute. Teoriile și dezvoltarea ei au fost alcătuite din scrieri istorice secundare cum ar fi cele regăsite în shastre (de exemplu Arthashastra), în sutre sau în epopee (Mahabharata și Ramayana) ale hinduismului dar și în dialogurile lui Budda și în literatura jainistă.